# Michael H. Weber
Pour les articles homonymes, voir Weber.
Michael H. Weber (né le 13 janvier 1978 à Great Neck, État de New York) est un scénariste et producteur américain.
Lui et son partenaire d'écriture Scott Neustadter ont écrit les scénarios originaux des films (500) jours ensemble et La Panthère rose 2 en 2009, puis The Spectacular Now en 2013, Nos étoiles contraires en 2014, et La Face cachée de Margo en 2015.

## Biographie

### Enfance
Michael Weber a grandi à Great Neck dans l'État de New York et a été au lycée John L. Miller Great Neck North High School. Il s'est beaucoup identifié aux films d'adolescent pendant sa jeunesse, particulièrement ceux réalisé par John Hughes et Cameron Crowe. Il a ensuite été étudiant à l'Université de Syracuse et a obtenu son diplôme en 2000.

## Filmographie

### Films
En tant que scénariste
- 2009 : (500) jours ensemble
- 2009 : La Panthère rose 2
- 2013 : The Spectacular Now (et producteur)
- 2014 : Nos étoiles contraires
- 2015 : La Face cachée de Margo (et producteur)
- 2017 : The Disaster Artist (et producteur)
- 2017 : Nos âmes la nuit
- 2021 : Tom et Jerry
- 2022 : Il était une fois 2 (Disenchanted) d'Adam Shankman

### Téléfilms
- 2011 : Cherche partenaires désespérément (et producteur)

## Distinctions
2009 - (500) jours ensemble :
- Festival du film de Hollywood - Scénariste de l'année[1]
- Film Independent's Spirit Awards - Meilleur scénario (en)
- Las Vegas Film Critics Society - Meilleur scénario
- Oklahoma Film Critics Circle - Meilleur scénario original
- Satellite Awards - Meilleur scénario original
- Southeastern Film Critics Association - Meilleur scénario original
- St. Louis Film Critics Association - Meilleur scénario (en)